# Jens Peter Nierhoff
Jens Peter Nierhoff (* 2. September 1960) ist ein ehemaliger dänischer Badmintonspieler.

## Karriere
Jens Peter Nierhoff wurde 1982 Europameister im Herreneinzel. 1984 holte er zweimal Silber und 1985 gewann er Bronze bei der Weltmeisterschaft. Zwei Jahre später reichte es bei der WM noch einmal zu Bronze. 1988 sicherte er sich noch einmal zwei Europameistertitel – einen im Doppel und einen im Team.

## Sportliche Erfolge
| Saison    | Veranstaltung                                    | Disziplin    | Platz | Name |
| --------- | ------------------------------------------------ | ------------ | ----- | --- |
| 1973/1974 | Dänemark: Einzelmeisterschaften der Junioren U15 | Herrendoppel | 1     | Jesper Pedersen / Jens Peter Nierhoff, Kolding |
| 1974/1975 | Dänemark: Einzelmeisterschaften der Junioren U15 | Herrendoppel | 1     | Torben Christensen, Thisted / Jens Peter Nierhoff, Kolding |
| 1975/1976 | Dänemark: Einzelmeisterschaften der Junioren U17 | Herrendoppel | 1     | Torben Christensen, Thisted / Jens Peter Nierhoff, Kolding |
| 1976/1977 | Dänemark: Einzelmeisterschaften der Junioren U17 | Herrendoppel | 1     | Torben Christensen, Thisted / Jens Peter Nierhoff, Kolding |
| 1977/1978 | Dänemark: Einzelmeisterschaften der Junioren U19 | Herrendoppel | 1     | Jens Peter Nierhoff, Kolding / Torben Christensen, Thisted |
| 1977/1978 | Dänemark: Einzelmeisterschaften der Junioren U19 | Herreneinzel | 1     | Jens Peter Nierhoff, Kolding |
| 1978      | Nordische Juniorenmeisterschaften                | Herrendoppel | 1     | Torben Christensen / Jens Peter Nierhoff |
| 1978      | Nordische Juniorenmeisterschaften                | Herreneinzel | 1     | Jens Peter Nierhoff |
| 1978/1979 | Dänemark: Einzelmeisterschaften der Junioren U19 | Herrendoppel | 1     | Jens Peter Nierhoff, Triton / Torben Christensen, Thisted |
| 1978/1979 | Dänemark: Einzelmeisterschaften der Junioren U19 | Herreneinzel | 1     | Jens Peter Nierhoff, Triton, Aalborg |
| 1979      | Junioren-Europameisterschaft                     | Mixed        | 1     | Jens Peter Nierhoff / Charlotte Pilgaard |
| 1979      | Nordische Juniorenmeisterschaften                | Herreneinzel | 1     | Jens Peter Nierhoff |
| 1979      | Junioren-Europameisterschaft                     | Herreneinzel | 1     | Jens Peter Nierhoff |
| 1979      | Czechoslovakian International                    | Herrendoppel | 1     | Steen Fladberg / Jens Peter Nierhoff |
| 1980      | Czechoslovakian International                    | Herrendoppel | 1     | Jan Hammergaard Hansen / Jens Peter Nierhoff |
| 1980      | German Open                                      | Herrendoppel | 1     | Jens Peter Nierhoff / Steen Skovgaard |
| 1981      | Swiss Open                                       | Herrendoppel | 1     | Kenn H. Nielsen / Jens Peter Nierhoff |
| 1981/1982 | Dänemark: Einzelmeisterschaft der Amateure       | Herrendoppel | 1     | Jens Peter Nierhoff, Triton, Aalborg / Jesper Helledie, Hvidovre BC |
| 1981/1982 | Dänemark: Einzelmeisterschaft der Amateure       | Herreneinzel | 1     | Jens Peter Nierhoff, Triton, Aalborg |
| 1982      | Europameisterschaft                              | Herreneinzel | 1     | Jens Peter Nierhoff |
| 1982/1983 | Dänemark: Einzelmeisterschaft der Amateure       | Herrendoppel | 1     | Jens Peter Nierhoff, Gentofte BK / Jesper Helledie, Hvidovre BC |
| 1982/1983 | Dänemark: Einzelmeisterschaften                  | Herrendoppel | 1     | Steen Skovgaard / Jens Peter Nierhoff Gentofte BK |
| 1983/1984 | Dänemark: Einzelmeisterschaften                  | Herrendoppel | 1     | Jens Peter Nierhoff / Morten Frost, Gentofte BK |
| 1983      | English Masters                                  | Herreneinzel | 1     | Jens Peter Nierhoff, Gentofte BK |
| 1984      | Swedish Open                                     | Herreneinzel | 1     | Jens Peter Nierhoff |
| 1984      | Europameisterschaft                              | Herrendoppel | 2     | Morten Frost / Jens-Peter Nierhoff |
| 1984      | Europameisterschaft                              | Herreneinzel | 2     | Jens-Peter Nierhoff |
| 1984      | Dutch Open                                       | Herreneinzel | 1     | Jens Peter Nierhoff |
| 1985      | Canadian Open                                    | Herrendoppel | 1     | Jens Peter Nierhoff / Henrik Svarrer |
| 1985      | Weltmeisterschaft                                | Herreneinzel | 3     | Jens-Peter Nierhoff |
| 1985      | Canadian Open                                    | Herreneinzel | 1     | Jens Peter Nierhoff |
| 1986      | Belgian International                            | Herrendoppel | 1     | Jens Peter Nierhoff / Michael Kjeldsen |
| 1987      | Scottish Open                                    | Herrendoppel | 1     | Jens Peter Nierhoff / Michael Kjeldsen |
| 1987      | Scottish Open                                    | Herreneinzel | 1     | Jens Peter Nierhoff |
| 1987      | Weltmeisterschaft                                | Herrendoppel | 3     | Jens-Peter Nierhoff / Michael Kjeldsen |
| 1987      | Belgian International                            | Herrendoppel | 1     | Jens Peter Nierhoff / Michael Kjeldsen |
| 1987/1988 | Dänemark: Einzelmeisterschaften                  | Herrendoppel | 1     | Michael Kjeldsen, Triton, Aalborg / Jens Peter Nierhoff, Hvidovre BC |
| 1988      | Nordische Meisterschaften                        | Herrendoppel | 1     | Jens Peter Nierhoff / Michael Kjeldsen |
| 1988      | Canadian Open                                    | Herrendoppel | 1     | Jens Peter Nierhoff / Henrik Svarrer |
| 1988      | Europameisterschaft                              | Herrendoppel | 1     | Jens Peter Nierhoff / Michael Kjeldsen |
| 1988      | Europameisterschaft                              | Mannschaft   | 1     | Dänemark (Kirsten Larsen, Jens Peter Nierhoff, Michael Kjeldsen, Dorte Kjær, Nettie Nielsen, Steen Fladberg, Morten Frost, Christina Bostofte, Jan Paulsen, Henrik Svarrer) |
| 1988      | Dutch Open                                       | Herrendoppel | 1     | Jens Peter Nierhoff / Michael Kjeldsen |
| 1988      | Dutch Open                                       | Herreneinzel | 1     | Jens Peter Nierhoff |
| 1989/1990 | Dänemark: Einzelmeisterschaften                  | Herrendoppel | 1     | Jens Peter Nierhoff, Hvidovre BC / Jon Holst-Christensen, Lillerød |